# Cá Mahseer
Cá Mahseer là tên gọi chỉ chung cho các loài cá của chi Tor và chi Neolissochilus trong họ cá chép (Cyprinidae), chúng là các loài cá trong họ cá chép phân bố ở vùng tiểu lục địa Ấn Độ và Đông Nam Á. Sông Tahan được vệ để bảo tồn loài cá Mahseer này ở Vườn quốc gia Taman Negara thuộc Mã Lai. Tên gọi của nhóm cá này khá phức tạp.
Trong tiếng Hindi: महाशीर hay महासीर hay phiên âm là mahāsir, mahāser, hay mahāsaulā hay Mahseer bao gồm cụm từ ghép giữa: mahi có nghĩa là cá và sher có nghĩa là hổ, tức là hổ giữa bầy cá; hay theo nghĩa khác nó là mahā-śalka có nghĩa là nổi sợ lớn; hay mahā-āsya có nghĩa là cái mồm lớn. Trong tiếng Urdu: مہاشیر; tiếng Mã Lai là kelah ikan; trong tiếng Anh, nó được gọi là cá hồi Ấn Độ (Indian salmon).

## Các loài

### ChiTor
Chi Tor bao gồm:
- Tor ater, Roberts, 1999
- Tor barakae, Arunkumar & Basudha, 2003
- Tor douronensis, Valenciennes, 1842
- Tor hemispinus, Chen & Chu, 1985
- Tor kulkarnii, Menon, 1992
- Tor khudree, Sykes, 1839
- Tor laterivittatus, Zhou & Cui, 1996
- Tor macrolepis, Heckel, 1838, uncertain species
- Tor malabaricus, Jerdon, 1849,
- Tor mussullah, Sykes, 1839,
- Tor polylepis, Zhou & Cui, 1996
- Tor progeneius, McClelland, 1839,
- Tor putitora, Hamilton, 1822
- Tor qiaojiensis, Wu, 1977
- Tor remadevii, Madhusoodana Kurup & Radhakrishnan, 2011
- Tor sinensis, Wu, 1977,
- Tor soro, Valenciennes, 1842
- Tor tambra, Valenciennes, 1842
- Tor tambroides, Bleeker, 1854,
- Tor tor, Hamilton, 1822,
- Tor yingjiangensis, Chen & Yang, 2004
- Tor yunnanensis, (Wang, Zhuang & Gao, 1982)

### ChiNeolissochilus
Chi Neolissochilus bao gồm:
- Neolissochilus baoshanensis, (Chen & Yang, 1999)
- Neolissochilus benasi, (Pellegrin & Chevey, 1936)
- Neolissochilus blythii, (Day, 1870)
- Neolissochilus compressus, (Day, 1870)
- Neolissochilus dukai, (Day, 1878)
- Neolissochilus hendersoni, (Herre, 1940)
- Neolissochilus heterostomus, (Chen & Yang, 1999)
- Neolissochilus hexagonolepsis, (McClelland, 1839),
- Neolissochilus hexastichus, (McClelland, 1839),
- Neolissochilus longipinnis, (Weber & de Beaufort, 1916)
- Neolissochilus namlenensis, (Nguyen & Doan, 1969)
- Neolissochilus nigrovittatus, (Boulenger, 1893)
- Neolissochilus paucisquamatus, (Smith, 1945)
- Neolissochilus soroides, (Duncker, 1904)
- Neolissochilus spinulosus, (McClelland, 1845)
- Neolissochilus stevensonii, (Day, 1870)
- Neolissochilus stracheyi, (Day, 1871)
- Neolissochilus subterraneus, Vidthayanon & Kottelat, 2003
- Neolissochilus sumatranus, (Weber & de Beaufort, 1916)
- Neolissochilus theinemanni, (Ahl, 1933)
- Neolissochilus tweediei, (Herre & Myers, 1937)
- Neolissochilus vittatus, (Smith, 1945)

### ChiNaziritor
Chi Naziritor bao gồm:
- Naziritor zhobensis, Mirza, 1967